# روکودای شوجیکی
روکودای شوجیکی (به ژاپنی: 六代勝事記 Rokudai Shōjiki) یک کتاب تاریخی نوشته شده در اوایل دوره کاماکورا در ژاپن است. روایت رویدادها به ترتیب زمان آورده شده‌است. روکودای (شش نسل) اشاره به امپراتور تاکاکورا، امپراتور آنتوکو، امپراتور گو-توبا، امپراتور تسوچی‌میکادو، امپراتور جونتوکو و امپراتور گو-هوریکاوا دارد. این کتاب پس از مدت کوتاهی از پایان شورش جوکیو (۱۲۲۱) نوشته شده‌است. برای مدت‌ها میناموتو نو میتسویوکی نوشته کتاب دانسته می‌شد اما اخیراً تاریخدانان فوجیوارا نو تاداتاکه را به احتمال قوی نویسنده این کتاب می‌دانند.